# أوفه بيلكي
أوفه بيلكي (بالنرويجية البوكمول: Ove Bjelke)‏ هو موظف مدني نرويجي، ولد في 26 أكتوبر 1611 في تروندهايم في النرويج، وتوفي بنفس المكان في 29 مارس 1674.